# The Blaze
The Blaze es un dúo musical francés de París formado por Guillaume and Jonathan Alric. Además de por su música, empleada con frecuencia en publicidad, este grupo musical es conocido por sus producciones cinematográficas y la alta calidad de sus videoclips. Guillaume y Jonathan, además de tener una estrecha relación laboral, también les unen lazos familiares, puesto que son primos.

## Carrera musical
Guillaume Alric y Jonathan Alric empezaron a hacer música juntos cuando Jonathan, que estudiaba cine en una escuela de Bruselas, le pide a Guillaume que trabaje con él en un video musical.
Así es como nacería una unión musical que se conocería como The Blaze. Además, en alguna ocasión han aclarado que ese nombre sugiere fuerza y calidez ya que, en la jerga callejera francesa, Blaze significa "nombre".
Su metodología es muy personal y distinguida, en especial a la hora de involucrar al mismo tiempo la producción musical, en armonía con visuales potentes que crean un vínculo poderoso que une la imagen y el sonido.
En enero de 2016 lanzan su video debut, "Virile," a través de Brodinski's Bromance Records. Ganó un UK Music Video Award (UKMVA) por el Mejor Video Alternativo - Internacional en 2016.
El 7 de abril de 2017 sale a la luz su EP debutante, Territory, bajo el sello de nueva creación Animal 63 (encabezado por las compañías de management Savoir Faire y Believe Digital). El EP cuenta con seis pistas, entre las que se incluyen "Virile" y "Territory." Precisamente, el video musical de la canción "Territory", lanzado en febrero de 2017, producido y dirigido por ellos mismos, ganó el Film Craft Grand Prix en el Cannes Lions International Festival of Creativity 2017, el premio a Mejor Director en el Berlín Music Video Awards así como el Best International Dance Video UK MVA.
"Heaven," su tercer video, se publica un año después del exitoso "Territory", en febrero de 2018. Esta vez, la producción audiovisual se centra en una escena idílica al aire libre, rodeados en comunidad de amigos y familiares. "Heaven" fue el cierre final de este tríptico audiovisual.
Sus fechas de conciertos en el año 2018 incluyeron una gira por Europa y Estados Unidos, donde pudieron actuar en festivales como Coachella, Primavera Sound, el Roskilde Festival, Lollapalooza, Pitchfork París, Parklife, Lovebox, y los festivales de Reading y Leeds.
Dancehall, su primer lanzamiento de larga duración, tuvo lugar en septiembre de 2018. Se compone de diez pistas, entre las que se incluye el galardonado single, "Heaven," además de otras canciones como "She" y "Faces", ambas publicadas a lo largo del verano de 2018.

## Discografía

### Álbumes de estudio
- JUNGLE (Animal 63, 2023)
- Dancehall (Animal 63/Columbia/RCA, 2018)

### EPs
- Territory (Animal 63/Columbia/RCA, 2017)

### Singles
| Título                           | Año  | Álbum     |
| -------------------------------- | ---- | --------- |
| "Dreamer"                        | 2022 |           |
| "Eyes"                           | 2022 |           |
| "Somewhere" (featuring Octavian) | 2020 |           |
| "She"                            | 2018 | Dancehall |
| "Queens"                         | 2018 | Dancehall |
| "Heaven"                         | 2018 | Dancehall |
| "Territory"                      | 2017 | Territory |
| "Virile"                         | 2017 | Territory |